# Beñat Intxausti
Beñat Intxausti Elorriaga (ur. 20 marca 1986 w Amorebieta-Etxano) – hiszpański kolarz szosowy, zawodnik profesjonalnej drużyny Team Sky.
Jego największym sukcesem jest zwycięstwo w klasyfikacji generalnej w ostatnim wyścigu z cyklu UCI World Tour 2013 Tour of Beijing. Wcześniej triumfował w Vuelta a Asturias w 2012 roku oraz zajął trzecie miejsce w prestiżowym wyścigu wieloetapowym Vuelta al País Vasco (2010), zaliczanym do ProTour.
Intxausti najlepiej radzi sobie podczas jazdy w górach.

## Najważniejsze osiągnięcia
2005
- 1. miejsce na 3. etapie Vuelta a Salamanca

2006
- 2. miejsce w Bidasoa Itzulia

2007
- 5. miejsce w Tour de l’Avenir

2008
- 2. miejsce na 4. etapie Tour de San Luis
- 9. miejsce w Klasika Primavera

2009
- 7. miejsce w Vuelta a Burgos
- 8. miejsce w Vuelta a Andalucía

2010
- 2. miejsce w wyścigu Vuelta al País Vasco
- 5. miejsce na 3. etapie Critérium International
- 5. miejsce w Gran Premio Miguel Indurain

2011
- 4. miejsce w wyścigu Vuelta al País Vasco
- 5. miejsce w Tour de Romandie
- 2. miejsce na 11. etapie Vuelta a España

2012
- 1. miejsce w Vuelta a Asturias
- 2. miejsce na 8. etapie Giro d’Italia
- 10. miejsce w Vuelta a España

2013
- 8. miejsce w Vuelta al País Vasco
- 8. miejsce w Giro d’Italia
  - 1. miejsce na 16. etapie
  -  koszulka lidera wyścigu po 7. etapie (przez jeden etap)
- 1. miejsce w Tour of Beijing
  - 1. miejsce na 4. etapie

2014
- 6. miejsce w Tour de Romandie
- 3. miejsce w Tour de Pologne

2015
- 3. miejsce w Vuelta a Andalucía
- 3. miejsce w GP Miguel Indurain
- 2. miejsce w Vuelta a Castilla y León
- 1. miejsce na 8. etapie Giro d’Italia
- 4. miejsce w Critérium du Dauphiné

2016
- 3. miejsce w Volta a la Comunitat Valenciana

## Starty w Wielkich Tourach
| Grand Tour | 2009 | 2010 | 2011 | 2012 | 2013 | 2014 | 2015 |
| ---------- | ---- | ---- | ---- | ---- | ---- | ---- | ---- |
| Giro       | -    | -    | -    | 38.  | 8.   | -    | 29.  |
| Tour       | -    | -    | DSF  | -    | -    | 114. | -    |
| Vuelta     | 60.  | DSF  | 86.  | 10.  | 87.  | -    | -    |